# Рейнхардт, Вальтер
Вальтер Рейнхардт (нем. Walther Reinhardt) (24 марта 1872, Штутгарт — 8 августа 1930, Берлин) — немецкий генерал от инфантерии, последний прусский военный министр и первый начальник армейского командования рейхсвера.

## Биография

### Происхождение
Был сыном генерал-майора Вюртемберга Августа фон Рейнхардта (1827—1907) и его жены Эмили, урождённой Виденманн.

### До Первой мировой войны
В 1891 году присоединился к гренадерскому полку «Королева Ольга» № 119 Вюртембергской армии и через год получил звание лейтенанта.
С 1904 года — капитан Генерального штаба.
С 1912 по 1915 год — первый офицер Генерального штаба в XIII армейском корпусе.

### В Первую мировую войну
В 1915 году был назначен майором начальником штаба этого армейского корпуса.
Через год стал начальником штаба 11-й армии в Македонии.
В 1917 году стал полковником начальником штаба 7-й армии во Франции.
4 ноября 1918 года Рейнхардт был переведен в военное министерство Пруссии в качестве директора департамента из-за его известных значительных навыков. В звании комдива он отвечал за демобилизацию возвращавшихся войск.

### После Первой мировой войны
С 3 января по сентябрь 1919 года — последний военный министр Пруссии. Также был членом имперского кабинета с 13 февраля по 1 октября 1919 года без права голоса.
В связи с предстоящим подписанием Версальского договора и уступкой областей в восточной Германии являлся одним из планировщиков провозглашения независимого восточного государства, от которого впоследствии должно было исходить национальное восстание по всей Германии. Эти идеи потерпели неудачу из-за Вильгельма Гренера.
После подписания Версальского договора в вооруженных силах произошли ключевые кадровые и организационные изменения. После роспуска Верховного командования армией 3 июля 1919 года Густав Носке был назначен министром обороны и главнокомандующим нового рейхсвера 20 августа. В связи с этим институт военного министра Пруссии закончился 13 сентября 1919 года.
Стал командующим прусским рейхсвером. Он расширил эту должность до должности командующего армией и получил звание генерал-майора. Он был выше начальника Управления войск Ганса фон Секта. Затем между ними возникло напряжение. Вюртембергер Рейнхардт пытался склонить рейхсвер к лояльному отношению к Веймарской республике, в то время как прусский Сект довольно критически относился к новой форме правления. Ещё до начала путча Каппа-Люттвица Вальтер фон Лютвиц потребовал от Фридриха Эберта замены Рейнхардта в дополнение к роспуску Веймарского национального собрания.
Конкурент Рейнхардта Сект сказал во время путча: «Войска не стреляют в войска». Рейнхардт, с другой стороны, был единственным высокопоставленным офицером, который разделял мнение Носке о том, что на насилие можно ответить только насилием. Рейнхардт высоко ценил Густава Носке во время его пребывания на посту министра обороны. Он был единственным членом руководства рейхсвера, который хотел предпринять военные действия против путчистов во время путча 1920 года. После путча он ушел в отставку с поста командующего армией 27 марта 1920 года. Его преемником был Сект.
С 1920 по 1924 год — генерал-лейтенант, командующий V военным округом и командир 5-й дивизии в Штутгарте, а также командующий войсками Вюртемберга.
В рамках репрессий Рейха против Тюрингии в 1923 году Рейнхардту было поручено осуществлять исполнительную власть и подавлять пролетарские сотни.
С 1925 по 1927 год являлся генералом пехоты и главнокомандующим 2-й группы, базирующейся в Касселе.
После увольнения с действительной службы — получил разрешение носить форму 13-го (Вюртембергского) пехотного полка — стал инициатором курсов Рейнхардта, цель которых состояла в том, чтобы побудить офицеров Генерального штаба мыслить не только в узкой военной сфере, посещая гражданские университеты.

## Память
Казармы Рейнхардта в Эльвангене названы в честь Вальтера Рейнхардта.